# Indra Sakti (Tanjung Balai Selatan)
Indra Sakti is een bestuurslaag in het regentschap Tanjung Balai van de provincie Noord-Sumatra, Indonesië. Indra Sakti telt 1950 inwoners (volkstelling 2010).